# Lilla Svarttjärnen (Äppelbo socken, Dalarna)
Lilla Svarttjärnen är en sjö i Vansbro kommun i Dalarna och ingår i Dalälvens huvudavrinningsområde.